# (6667) Sannaimura
(6667) Sannaimura est un astéroïde de la ceinture principale.

## Description
(6667) Sannaimura est un astéroïde de la ceinture principale. Il fut découvert le 14 mars 1994 à Yatsugatake par Yoshio Kushida et Osamu Muramatsu. Il présente une orbite caractérisée par un demi-grand axe de 2,36 UA, une excentricité de 0,08 et une inclinaison de 5,6° par rapport à l'écliptique.

## Compléments